# Jerzy Tupou I
Jerzy Tupou I (ang. George Tupou I, tong. Siaosi Tupou I) (prawdziwe imię Tāufaāhau I) (ur. 1797, Koloua, Tonga, zm. 18 lutego 1893, Nukuʻalofa, Tonga) – pierwszy król Tonga od 4 grudnia 1845 do śmierci.
Był przywódcą jednego z plemion i podporządkował sobie innych naczelników; potem ogłosił się królem Tonga; wprowadził on szereg reform, m.in. powołał parlament (1862), ogłosił konstytucję (1875); zawarł szereg układów z europejskimi państwami (z Francją w  1855, z Niemcami w 1876 i z Wielką Brytanią w 1879).